# Terrance Dicks
Terrance Dicks est un scénariste britannique né le 14 avril 1935 à East Ham dans le comté de l'Essex et mort le 29 août 2019,. Il est principalement connu pour son travail à la télévision anglaise des années 1960 aux années 1990, pour son travail dans la série télévisée de science-fiction Doctor Who et pour ses livres pour enfants.

## Début de carrière
Né à East Ham, Terrance Dicks fait ses études au Downing College de Cambridge avant de passer deux ans de service national dans l'armée britannique.  Son service finit, il travaille comme publicitaire et se met à écrire des pièces pour la BBC lors de son temps libre. Il devient scénariste par l'intermédiaire de son ami Malcolm Hulke, qui lui demande de l'aide pour l'écriture d'un épisode de Chapeau melon et bottes de cuir.

## Doctor Who
En 1968, Terrance Dicks devient l'assistant du script-writer (un poste consacré à la supervision des scénarios) Derrick Sherwin sur la série Doctor Who. Il devient script-éditor l'année suivante et doit aider à la réécriture de l'épisode « The Seeds of Death. » Il est officiellement crédité pour la première fois pour un scénario pour le dernier épisode de la 6e saison, « The War Games » un immense épisode en 10 parties qu'il écrit avec Malcolm Hulke. L'épisode apporte une conclusion aux aventures du deuxième Docteur joué par Patrick Troughton et fut vu comme une possible « fin ouverte » à la série. 
Durant l'époque où le rôle-titre est tenu par Jon Pertwee, Dicks entame une collaboration avec le producteur Barry Letts qui dure de 1970 à 1974, soit la durée la plus longue sur laquelle une équipe créatrice est restée en place sur la série. En 1972, Dicks publie son premier livre, The Making of Doctor Who une histoire sur la production de la série télé, qu'il co-écrit avec Malcolm Hulke. 
Après avoir passé sa charge de script éditor à Robert Holmes, Dicks continue à écrire quelques épisodes pour Doctor Who comme « Robot » en 1975 (première aventure du 4e Docteur joué par Tom Baker), « The Brain of Morbius » (en partie réécrit par Holmes et crédité sous le pseudonyme de « Robin Bland », « Horror of Fang Rock » en 1977 et « State of Decay » en 1980 (la réécriture d'un scénario nommé The Vampire Mutation qu'il avait écrit en 1977.) Après la démission de Robert Holmes il accepte en 1982 d'écrire l'épisode spécial fêtant les 20 ans de la série, « The Five Doctors. »
En dehors de ses scénarios, Terrances Dicks écrit aussi deux pièces de théâtre (Doctor Who and the Daleks in the Seven Keys to Doomsday en 1974 et Doctor Who - The Ultimate Adventure en 1989) et une pièce audiophonique pour la société Big Finish Production intitulée Sarah Jane Smith: Comeback et centré sur le personnage de Sarah Jane Smith.

### Romans deDoctor Who
Terrance Dicks est aussi connu auprès des fans de la série pour ses novélisations des épisodes pour les éditions Target Books puisqu'il adapte près d'une soixantaine d'épisodes en romans. Lancé au milieu des années 1970, ces romans étaient assez populaires car ils constituaient pour les fidèles de la série, le seul moyen d'en garder un souvenir. Il explique dans un documentaire en 2006 intitulé Built for War avoir été embauché par ces éditions pour retranscrire des épisodes lorsque le scénariste original s'y refusait. 
Dicks est aussi à l'origine du recrutement de l'acteur Ian Marter et du producteur Philip Hinchcliffe dans l'écriture de ces novélisations de près d'une centaine de pages. Il demande aussi à Robert Holmes de lui écrire une version romancée de son épisode « The Time Warrior. » Celui-ci ne lui ayant fourni qu'un seul chapitre, Dicks en rétranscrit le reste. Finalement, Dicks a écrit des novélisations d'épisodes de tous les Docteur de la série classique à l'exception du septième. 
Dans les années 1990 et l'arrêt de la série, Dicks contribue aussi au projet des éditions Virgin Publishing d'écrire des aventures inédites de Doctor Who sous forme de romans appelées les "New Adventures" ("Nouvelles aventures.") Il écrit ainsi un épisode du 8e Docteur, "World Game" ainsi que des récits incorporant le 10e Docteur et Martha Jones.

## Fin de carrière à la télévision
Dicks à aussi écrit pour le soap opera Crossroads. En 1973 avec Barry Letts, il crée la série de science fiction Moonbase 3 qui ne dure que le temps de six épisodes. En 1976 il écrit aussi quelques épisodes de Cosmos 1999. Au début des années 1980, il est rappelé une nouvelle fois par Letts pour superviser les Sunday Classics une série de téléfilms en costume et d'adaptations de classiques de la littérature, et en devient le producteur en 1985. Il supervise ainsi les adaptations en séries des romans Oliver Twist, David Copperfield et Vanity Fair avant de partir en 1988.

## Auteur pour enfants
Son travail pour les livres autour de Doctor Who pousse Dicks a écrire ses propres romans dans la littérature jeunesse. Ainsi, en 1976, il écrit une trilogie pour les éditions Target Books nommée The Mounties et racontant les aventures d'une jeune recrue dans la Police montée du Canada. Entre 1979 et 1983 il écrit une autre trilogie intitulée Star Quest qui sera réimprimée des années plus tard. De 1978 à 1987, il écrit une autre série intitulée The Baker Street Irregulars. Il est aussi l'auteur de séries de romans comme 
T. R. Bear, Sally Ann (racontant les aventures d'une poupée) Magnificent Max, Jonathan's Ghost (et ses suites) MacMagic, Cold Blood, Chronicles of a Computer Game Addict et The Adventures of Goliath (18 livres retraçant les aventures d'un golden retriever.) Il consacre aussi 5 livres sur un St Bernard dans la série Harvey.
Dicks écrit aussi des livres indépendant pour enfants comme The Littlest Dinosaur (1993) The Littlest on Guard (1994) Woof! The Never Ending Tale (1994) . Entre 1998 et 2000, Dicks écrit une trilogie intitulée Changing Universe et depuis 2000 il comme une nouvelle série de livres intitulée The Unexplained et qui compte à ce jour 12 livres. 
À côté de son travail fictionnel, Dicks a écrit de nombreux livres éducatifs, comme  Europe United, A Riot of Writers, Uproar In The House, A Right Royal History et The Good, the Bad and the Ghastly.

## Vie privée
Résident dans le quartier de Hampstead à Londres, Terrance Dicks est marié et père de trois garçons. 

## Source
- (en) Cet article est partiellement ou en totalité issu de l’article de Wikipédia en anglais intitulé « Terrance Dicks » (voir la liste des auteurs).

1. 1 2  (en) « Terrance Dicks 14th April 1935 - 29 August 2019 », sur The Agency, 2 septembre 2019 (consulté le 2 septembre 2019)
2. ↑  (en) Emmeline Saunders, « Terrance Dicks dead: Doctor Who writer dies aged 84 », The Daily Mirror,‎ 2 septembre 2019 (lire en ligne, consulté le 2 septembre 2019)
3. ↑  
(en) Jim Leach, Doctor Who: TV Milestones Series, Detroit, Michigan, United States, Wayne State University Press, 1er avril 2009, Illustrated éd., 112 p. (ISBN 978-0-8143-3308-2, OCLC 768120206, lire en ligne)
4. ↑  Disponible dans l'édition DVD anglaise de l'épisode « The Sontaran Experiment. »